# Giovanni Indri
Giovanni Giuseppe Indri (Padova, 9 febbraio 1873 – Pistoia, 20 giugno 1951) è stato un avvocato e politico italiano.

## Biografia
Laureato a Padova, nella stessa città ha esercitato la professione di avvocato ed è stato consigliere provinciale, presidente della Cassa nazionale delle assicurazioni sociali, della Fiera campionaria e della sezione locale dell'Automobile Club d'Italia. 
Deputato per tre legislature, sottosegretario al Ministero delle finanze, ha combattuto durante la prima guerra mondiale guadagnandosi una croce di guerra. 
Nominato senatore a vita nel 1920, fu presidente della Cassa nazionale delle assicurazioni sociali (1925-1928). Fu proclamato decaduto da senatore mercé l'Alta Corte di Giustizia per le Sanzioni contro il Fascismo, con sentenza del 31 ottobre 1945.